# عدد أصلي
الأعداد الأصلية هي تعميم لمفهوم الأعداد الطبيعية مستعمل لقياس أصلية المجموعات في الرياضيات. وأصل المجموعة المنتهية هو عدد طبيعي: عدد العناصر في المجموعة. والعدد الأصلي فوق المنتهي تصف أحجام مجموعة غير منتهية.